# Sri Lanka Broadcasting Corporation
Sri Lanka Broadcasting Corporation (SLBC) är ett statligt public service-radiobolag i Sri Lanka. Bolaget bildades i januari 1967 när Radio Ceylon blev statligt. Dudley Senanayake som var premiärminister i Ceylon 1967 invigde Sri Lanka Broadcasting Corporation tillsammans med ministern Ranasinghe Premadasa och SLBC:s chef Neville Jayaweera.

## Colombo Radio
Sri Lanka Broadcasting Corporation (SLBC), tidigare Radio Ceylon, är den äldsta radiostationen i Sydasien, och började sända som Radio Colombo 1925. Edward Harper, som var chefsingenjör på Ceylon Telegraph Department 1921, var den förste som började med försökssändningar på Ceylon. De första sändningsförsöken började 1923 när man spelade en grammofonskiva i ett litet rum på Ceylons telegrafkontor med hjälp av en sändare som ingenjörerna på Ceylons telegrafdepartement hade byggt, sändarna var byggda av radioutrustning från en erövrad tysk ubåt. Ceylon började sända radio tre år efter man börjat sändningarna i Europa.
Edward Harper är känd som Fadern av radiosändning på Ceylon. 
Han grundade Ceylon Wireless Club tillsammans med engelska och ceylonesiska radioentusiaster. Sir Hugh Clifford, den brittiska guvernören, talade till nationen för första gången på Colombo Radio den 16 december 1925.

## Radio Seac
Under andra världskriget tog de allierade styrkorna över Radio Colombo och Radio Seac blev till. De brittiska hallåmännen, David Jacobs och Desmond Carrington (de började på BBC efter kriget) var några av dem som var med i radioprogram och som läste upp nyheter för de allierade styrkorna i Sydasien.
När kriget var över lämnade man tillbaka stationen till Ceylons regering och man bytte namn till Radio Ceylon. 

## Åttio års radiosändning
I december 2005 firade Sri Lanka åttio års sändning, en milstolpe i radiohistorien.

## Fyrtio år som statlig radiostation
Den 5 januari 2007 firade Sri Lanka Broadcasting Corporation 40 år som statlig radiostation.